# Stanisław Pękosławski (zm. 1588)
Stanisław Pękosławski herbu Abdank (zm. krótko przed 12 lipca 1588) – marszałek sejmu 1585 roku, rotmistrz królewski, komisarz generalny w Inflantach. Starosta marienhauski, swanenburski,  kierepecki i sandomierski.
Data urodzenia nieznana, wiadomo jednak, że jego ojciec Piotr zmarł przed rokiem 1574 i że Stanisław był najstarszym z czterech braci (pozostali to Piotr, Marcin i Andrzej). Wiadomo także, że już w roku 1576 był posłem z województwa krakowskiego na sejm toruński (otwarty 19 października), a w 1577 dowodził rotą piechoty. Nie wiadomo także nic o tym, aby założył kiedykolwiek rodzinę, istnieją natomiast przypuszczenia, że był różnowiercą – kalwinistą.
Stanisław Pękosławski był wraz z braćmi dziedzicem we wsiach Pękosław i Gaworzyna w województwie sandomierskim i Stręgoborzyce w województwie krakowskim; ponadto był stryjecznym bratem Prokopa Pękosławskiego, jednego z przywódców szlachty podczas rokoszu sandomierskiego (1606–1609).
Poseł województwa krakowskiego na sejm 1576/1577 roku, poseł województwa sandomierskiego na sejm 1585 roku. Poseł województwa krakowskiego na sejm koronacyjny 1587/1588 roku.
Przez kilka lat był żołnierzem „przy hetmanie wielkim Jerzym Jazłowieckim”. Po sejmie toruńskim i po rozpisaniu przez Stefana Batorego zaciągów na wojnę z Gdańskiem stawił się 28 kwietnia 1577 w obozie króla z rotą 200 pieszych żołnierzy, wśród których było 153 Węgrów. W czerwcu tego roku walczył wraz ze swym oddziałem pod samym Gdańskiem, a od 7 sierpnia do 6 września pod Latarnią. Tam król wpierw go awansował („starszym nad szańcami”) a następnie 22 września, w Malborku, wynagrodził dożywotnią pensją 300 złotych rocznie płatnych z dochodów starostwa stężyckiego.
W styczniu Pękosławski 1578 został rotmistrzem królewskiej nadwornej chorągwi husarskiej liczącej około 150 koni. Na jej czele odbył z Batorym wszystkie trzy jego kampanie na Inflantach.
- Pierwszą, połocką w 1579 Pękosławski odbył pod dowództwem hetmana nadwornego Jana Zborowskiego, kasztelana gnieźnieńskiego. Po jej zakończeniu, wchodząc już w skład pułku Marcina Kazanowskiego odszedł na tzw. „leże zimowe” w okolice Mohylewa, pełniąc u niego wówczas funkcję porucznika.
- Drugą, wielkołucką w 1580, w fazie koncentracji wojsk rozpoczął jako porucznik pod dowództwem Kazanowskiego, a potem ponownie przeszedł pod rozkazy Zborowskiego. Wówczas, za zasługi w walkach pod Moskwą, 7 marca w Grodnie otrzymał w dożywocie wieś Dobrzanków[6].
- Trzecią, pskowską w 1581, odbył wraz ze swoją chorągwią w składzie pułku Krzysztofa Niszczyckiego, w którym znajdowała się większość jazdy nadwornej. Tu, na czele sześciu chorągwi jazdy próbował pod koniec sierpnia u boku króla założyć obóz nad rzeką Pskówką; próba ta jednak nie powiodła się. Na początku września hetman wielki koronny Jan Zamoyski powierzył mu dowodzenie całością polskiej piechoty i zawiadywanie szańcami[7]. Później otrzymał rozkaz wzmocnienia obozu Stefana Bielawskiego założonego w Świętogórze pomiędzy Pskowem a Gdowem; w tym celu Zamoyski polecił mu 13 grudnia poprowadzić jazdę zebraną z poszczególnych rot. Stamtąd, wraz z pułkiem wojewody bracławskiego Janusza Zbaraskiego odszedł ze swoim wojskiem na Inflanty.

Podczas pobytu króla Batorego w Rydze (12 marca – 2 maja 1582) powierzył on Pękosławskiemu dowództwo załogi zamku Marienburg i nadał dobra należne zamkowi. Mianował go też komisarzem generalnym Inflant. Wraz z kilku innymi oddanymi mu do pomocy komisarzami Pękosławski otrzymał zadanie odzyskania dóbr królewskich należnych królowi jako spadkobiercy arcybiskupstwa i zakonu. W tym celu miał zbadać legalność tytułów własności szlachty inflanckiej. W styczniu 1583 przyjechał do Krakowa (14 stycznia otrzymał formalnie dokumenty związane z powierzonym mu wcześniej starostwem marienburskim), między innymi w sprawie konstytucji dla Inflant. W tym samym roku doprowadził do końca rewizję dóbr szlachty inflanckiej, sporządzając ze swojej i swoich komisarzy pracy obszerne sprawozdanie. Latem tego samego roku doszło do zatargu polsko-duńskiego o biskupstwo w Piltyniu. Pękosławski dowodził oddziałami skierowanymi w rejon Piltynia na polecenie biskupa Radziwiłła przeciw Duńczykom i siłom miejscowym. Otrzymawszy od króla rozkaz wycofania się zarządził odwrót, podczas którego zmuszony był jednak przyjąć 8 sierpnia jeszcze jedną potyczkę z próbującymi go zaskoczyć Duńczykami; ze starcia tego wyszedł zwycięsko.
Sejmik opatowski wybrał w listopadzie 1584 posłem na Sejm 1585. Już w dniu jego otwarcia 15 stycznia 1585 wybrano Pękosławskiego – m.in. w wyniku zabiegów Zamoyskiego i jego stronników – marszałkiem izby poselskiej. Pękosławski nie był do tej roli przygotowany: nie miał doświadczenia parlamentarnego ani dostatecznej znajomości ustaw i statutów koronnych. W tej sytuacji nie dawał sobie rady w czasie obrad, co niejednokrotnie kończyło się interwencjami marszałka wielkiego koronnego Andrzeja Opalińskiego. Pomimo jednak tych problemów do zerwania sejmu nie doszło i Pękosławskiemu udało się – formalnie przynajmniej zachować pozycję neutralną.
1 kwietnia 1585, pomimo niedobrego wrażenia, jakie pozostawił jako marszałek król nagrodził go starostwem sandomierskim. Zaraz po tym Pękosławski ruszył w pośpieszną drogę powrotną na Inflanty, jeszcze bowiem w czasie trwania obrad sejmu otrzymał od Radziwiłła alarmujące wieści o tym, że są sygnały wskazujące na zagrożenie ze strony Szwecji grożącej atakiem, a także o tym, że wojsko nie otrzymuje żołdu i że zamki obronne są w złym stanie. Później pojawił się problem z Rygą, w której pod koniec roku umieścić musiał silną załogę w świeżo przyszykowanym na ten cel zamku w związku z niepokojami, do jakich tam doszło. Ryga burzyła się pomimo silnego polskiego garnizonu nadal, i w tych trudnych okolicznościach dotarła na Inflanty wieść o śmierci króla Stefana Batorego (zm. 12 grudnia 1586).
5 marca 1587 przyjechawszy na konwokację, Pękosławski prosto z drogi z Inflant jeszcze tego samego wieczora odbył długie i poufne spotkanie z senatorami. Będąc wśród stronników Zamoyskiego mediował ze stronnictwem Zborowskich; pomimo trwających kilka miesięcy negocjacji był przeciwny wyborowi króla we własnym stronnictwie mając świadomość, iż doprowadzić to może do identycznego kroku po drugiej stronie i w rezultacie trudnego do rozwiązania problemu „podwójnej” elekcji. 15 sierpnia podczas elekcji Pękosławski oświadczył, że głosuje „za Piastem, a gdyby ten być nie mógł – zgoda na królewicza szwedzkiego”. W 1587 roku podpisał reces, sankcjonujący wybór Zygmunta III Wazy. Wkrótce potem, we wrześniu, udał się do Sandomierza z interwencją przeciw uwięzieniu kasztelana sandomierskiego Stanisława Tarnowskiego przez Andrzeja Zborowskiego, marszałka nadwornego. Wobec zagrożenia Krakowa, jakie nastąpiło wraz z pojawieniem się w granicach Polski austriackiego arcyksięcia Maksymiliana, popieranego przez Zborowskich pretendenta do tronu i jego armii, wszedł Pękosławski w skład załogi broniącej stolicy obejmując, wraz z Jerzym Farensbachem, dowództwo jazdy. Otrzymawszy od nowego króla Zygmunta III na sejmie koronacyjnym 7 stycznia 1588 potwierdzenie dożywotnich starostw sandomierskiego i marienburskiego udał się niezwłocznie z Zamoyskim naprzeciw Maksymilianowi. W kończącej epizod austriacki bitwie pod Byczyną 24 stycznia 1588 dowodził stojącą obok kozackiej roty Żółkiewskiego chorągwią husarską. Wraz z Żółkiewskim, będąc w pierwszym rzucie lewego skrzydła armii Zamoyskiego, brawurowo i skutecznie zaatakowali centrum wojsk austriackich. Bitwa zakończyła się pojmaniem austriackiego pretendenta do niewoli. Po bitwie Pękosławski pojechał do Jędrzejowa, i tam czekał na przybycie Zamoyskiego, przyjmując w tym czasie z jego upoważnienia i w jego imieniu m.in. Stanisław Reszkę.
Stanisław Pękosławski zmarł kilka miesięcy później, w lipcu 1588.